# Pat Robertson
Marion Gordon „Pat” Robertson (Lexington, 1930. március 22. – Virginia Beach, 2023. június 8.) amerikai médiamogul, televíziós lelkipásztor, politikai kommentátor, volt republikánus elnökjelölt és volt baptista miniszter. Robertson konzervatív keresztény ideológiát támogat, és ismert a republikánus párt politikájában végzett korábbi tevékenységéről. A protestáns evangelikalizmuson belül a karizmatikus mozgalomhoz kötődik. A Regent Egyetem kancellárja és vezérigazgatója, valamint a Christian Broadcasting Network (CBN) elnöke és alapítója.
Robertson saját bevallása szerint nem volt komoly keresztény, amíg személyes nehézségeken nem ment keresztül. 1955-ben osztályelsőként végzett a Yale jogi karán, de a New York-i ügyvédi vizsgán megbukott. Mivel Robertson a vizsgán megbukott, nem kapott lehetőséget az egyetem utáni elhelyezkedésre, és az ezt követő hónapokban, amelyeket később csalódásként, szégyenkezésként és munkanélküliségként fogalmazott meg, újjászületett keresztény lett, és lelkészi karrierbe kezdett.
Robertson több mint öt évtizeden át tartó karrierje során több nagy szervezet és vállalat, valamint egy egyetem alapítója volt.

## Élete
1930. március 22-én született a virginiai Lexingtonban, egy prominens politikai családban, két fiú közül a kisebbikként. Szülei Absalom Willis Robertson (1887–1971), konzervatív demokrata szenátor és Gladys Churchill (szül. Willis; 1897–1968), háziasszony és zenész voltak. Megismerkedett Adelia "Dede" Elmerrel (szül. 1927. december 3.), aki divatmodell és szépségkirálynő volt, és aki a Yale Egyetemen ápolói mesterszakra készült. Emellett ápolóhallgató volt az Ohio Állami Egyetemen, az ohiói Columbusban. A pár 1954. augusztus 26-án kötött házasságot. Négy gyermekük van, köztük Gordon P. Robertson és Tim Robertson, valamint 2016 közepén 14 unokájuk és 7 dédunokájuk. 
Robertson fiatalon a Pat becenevet kapta hatéves bátyjától, Willis Robertson, Jr-tól, aki kisbaba korában szívesen paskolta meg az arcát, miközben azt mondogatta, hogy "pat, pat, pat". Később Robertson elgondolkodott azon, hogy melyik keresztnevét szeretné használni. A "Marion"-t nőiesnek, az "M. Gordon"-t pedig affektáltnak tartotta, ezért gyermekkori becenevét, a "Pat"-et választotta. Az, hogy mennyire tudatában van a nevek fontosságának a nyilvános megjelenéseken, ismét megmutatkozott az elnökválasztási kampánya során, amikor azzal fenyegetőzött, hogy beperli az NBC híradóját, amiért "televíziós evangélistának" nevezte őt, ami később "televangelistává" módosult, egy olyan időszakban, amikor Jimmy Swaggart és Jim Bakker botrányok tárgya volt.

## Művei
- Shout It from the Housetops, önéletrajz Jamie Buckinghammel (1972, újrakiadás 1995)
- My Prayer for You (1977)
- The Secret Kingdom (1982)
- Answers to 200 of Life's Most Probing Questions (1984)
- Beyond Reason: How Miracles can Change your Life (1985)
- America's Dates with Destiny (1986)
- The Plan (1989)
- The New Millennium (1990)
- The New World Order (1991)
- Turning Tide: The Fall of Liberalism and the Rise of Common Sense (1993) ISBN 978-0-8499-0972-6
- The End of the Age (1995, fiction)
- Six Steps to Spiritual Revival: God's Awesome Power in Your Life (2002) ISBN 978-1-59052-055-0
- Bring It on: Tough Questions, Candid Answers, Nashville, Tenn: W Pub. Group, 2003 ISBN 978-0-8499-1801-8
- The Ten Offenses (2004)
- Courting Disaster (2004)
- Miracles Can Be Yours Today (2006)
- On Humility (2009) ISBN 9780312376383
- Right on the Money: Financial Advice for Tough Times (2009)

### Magyarul
- Pat Robertson–Bob Slosser: Láthatatlan királyság. A remény és a szabadság ígérete a világ zűrzavarában; ford. Klement Antal, Morvay Péter; Hit Gyülekezete, Budapest, 1991
- Az új világrend; ford. Surjányi Csaba; Hit Gyülekezete, Budapest, 1993
- Az élő Istennel jártam; ford. Surjányi Lehel Zakariás; Patmos Records, Budapest, 2022
- A siker tíz törvényszerűsége; ford. Morvay Péter; Patmos Records, Budapest, 2023